# 木下尚慈
木下 尚慈（きのした しょうじ、1944年〈昭和19年〉1月4日 - ）は日本の実業家。ユニリーバ・ジャパンの元代表取締役社長。博報堂アドバイザー。ブルゴーニュワイン騎士団会員。葡萄の騎士の会理事。日本紅茶協会名誉顧問。日本国際ボランティアセンター（JVC）会員。日本クラリネット協会会員。長竹カントリークラブ会員。ワグネルソサィェティーOBオーケストラ団員。
丸金醤油の元社長木下元義の三男。

## 経歴
香川県小豆郡内海町（現小豆島町）出身。
1966年3月慶應義塾大学経済学部卒業。1978年6月スタンフォード大学大学院（Master of Business Administration）。
キリンビール、キリンシーグラム、UCC上島珈琲を経て、1995年4月日本リーバ（現ユニリーバ・ジャパン）入社。2000年7月 BBLジャパン（現:ユニリーバ・ジャパン・ビバレッジ）代表取締役社長。2004年4月 ユニリーバ・ジャパン代表取締役社長就任。2006年12月ユニリーバ・ジャパン社長を退任。2007年1月株式会社きのした設立。同社代表取締役に就任。2009年9月、新宿御苑にマエストローラ音楽院を開校、理事長に就任。

## 系譜
木下家（丸金醤油の100年）
『われら一族―現代の豪族―』93-100頁によると、
「木下家は水軍の子孫である。現在木下家に保存されている千石船「太神丸」の記録によれば、木下一族は代々「塩屋忠次郎」を名のっており、文政天保（1818年～1843年）のころには、北は函館、南は鹿児島まで手広く回船問屋を営みはじめていた。また浜には多くの塩浜を持ち北九州に漁場を持つなど、この一族は小豆島を代表する豪族だった。文禄元年（1592年）の朝鮮征伐に参加した水軍の総勢は9450人といわれているが、小豆島からは船50余艘、水夫650人が参加した。水先案内人の｢兵衛（ひょうえ）｣は抜群の働きをした功績によって、木下姓を許された。この木下兵衛が塩屋忠次郎一族の祖先だといわれている。」という。
```
　　
　　　　　　　┏木下東洋太郎
　　　　　　　┃
　　　　　　　┃　
木下忠次郎━━╋木下忠重━━━━木下光三
（六代）　　　┃（七代）　　　　（八代）
　　　　　　　┃
　　　　　　　┗木下元義━━━━木下尚慈　　　　　　　

```